# Педрахас-де-Сан-Естебан
Педрахас-де-Сан-Естебан (ісп. Pedrajas de San Esteban) — муніципалітет в Іспанії, у складі автономної спільноти Кастилія-і-Леон, у провінції Вальядолід. Населення — 3639 осіб (2010).
Муніципалітет розташований на відстані близько 130 км на північний захід від Мадрида, 35 км на південь від Вальядоліда.

## Демографія
Динаміка населення (INE ):